# Saison 1967 de la NFL
Navigation
Édition précédente Édition suivante
La saison 1967 de la NFL est la 48e saison de la National Football League. Elle voit le sacre des Packers de Green Bay.

## Classement général
| Qualifié en play-offs |

| Conférence Est                |      |      |      |        |          |            |
| Capitol division              |      |      |      |        |          |            |
| Franchise                     | Vic. | Déf. | Nuls | % vic. | Pts pour | Pts contre |
| Cowboys de Dallas             | 9    | 5    | 0    | .643   | 342      | 268        |
| Eagles de Philadelphie        | 6    | 7    | 1    | .462   | 351      | 409        |
| Redskins de Washington        | 5    | 6    | 3    | .455   | 347      | 353        |
| Saints de La Nouvelle-Orléans | 3    | 11   | 0    | .214   | 233      | 379        |
| Century division              |      |      |      |        |          |            |
| Franchise                     | Vic. | Déf. | Nuls | % vic. | Pts pour | Pts contre |
| Browns de Cleveland           | 9    | 5    | 0    | .643   | 334      | 297        |
| Giants de New York            | 7    | 7    | 0    | .500   | 369      | 379        |
| Cardinals de Saint-Louis      | 6    | 7    | 1    | .462   | 333      | 356        |
| Steelers de Pittsburgh        | 4    | 9    | 1    | .308   | 281      | 320        |

| Conférence Ouest       |      |      |      |        |          |            |
| Coastal division       |      |      |      |        |          |            |
| Franchise              | Vic. | Déf. | Nuls | % vic. | Pts pour | Pts contre |
| Rams de Los Angeles    | 11   | 1    | 2    | .917   | 398      | 196        |
| Colts de Baltimore     | 11   | 1    | 2    | .917   | 394      | 198        |
| 49ers de San Francisco | 7    | 7    | 0    | .500   | 273      | 337        |
| Falcons d'Atlanta      | 1    | 12   | 1    | .077   | 175      | 422        |
| Central division       |      |      |      |        |          |            |
| Franchise              | Vic. | Déf. | Nuls | % vic. | Pts pour | Pts contre |
| Packers de Green Bay   | 9    | 4    | 1    | .692   | 332      | 209        |
| Bears de Chicago       | 7    | 6    | 1    | .538   | 239      | 218        |
| Lions de Détroit       | 5    | 7    | 2    | .417   | 260      | 259        |
| Vikings du Minnesota   | 3    | 8    | 3    | .273   | 233      | 294        |

## Play-offs
Les équipes évoluant à domicile sont nommées en premier. Les vainqueurs sont en gras
- Finale conférence Est : 
  - 24 décembre 1967 : Dallas 52-14 Cleveland
- Finale conférence Ouest : 
  - 23 décembre 1967 : Green Bay 28-7 Los Angeles
- Finale NFL : 
  - 31 décembre 1967 : Green Bay 21-17 Dallas